# PRIAM
PRIAM, ou Perfis para a Identificação Automática do Metabolismo, é um método para a detecção automática de enzimas prováveis em sequências de proteínas. Os PRIAM utilizam matrizes de pontuação, também designadas por perfis, geradas de forma automática para cada número EC.